# Коста Сарачена-Кастелучо
Коста Сарачена-Кастелучо је насеље у Италији у округу Сиракуза, региону Сицилија.
Према процени из 2011. у насељу је живело 453 становника. Насеље се налази на надморској висини од 33 м.